# Рупрехт I (курфюрст Пфальца)
Рупрехт I Красный (нем. Ruprecht der Rote; 9 июня 1309, Вольфратсхаузен, Баварский округ — 16 февраля 1390, Нойштадт-ан-дер-Вайнштрасе) — пфальцграф Рейнский с 1353 года. Сын верхнебаварского герцога Рудольфа I из династии Виттельсбахов и Мехтильды фон Нассау, дочери германского короля Адольфа.

## Биография
Когда отец умер, Рупрехту было всего 10 лет, и он вместе с братьями Адольфом (ум.1327) и Рудольфом II находился под опекой графа Иоганна фон Нассау.
Воспользовавшись малолетством племянников, их владения захватил дядя — император Людвиг IV. И только в 1329 году был заключен договор в Павии, согласно которому Пфальц становился самостоятельным княжеством и передавался Рупрехту I, Рудольфу II и их племяннику (сыну Адольфа) Рупрехту Младшему.
Рупрехт I в 1353 году унаследовал владения брата — Рудольфа II. Золотая Булла 1356 года наделила его правами курфюрста — выборщика императоров.
В 1386 году Рупрехт основал Гейдельбергский университет, который стал третьим по счёту в Священной Римской империи.
Рупрехт Пфальцский был женат дважды: первый раз на графине Елизавете Намюрской, второй раз на Беатрисе Юлих-Бергской. Ни в одном браке детей не было.
Рупрехту I наследовал его племянник — Рупрехт II.